# فیرا نوا (سرجیپ)
فیرا نوا (به پرتغالی: Feira Nova) یک منطقهٔ مسکونی در برزیل است که در سرژیپه واقع شده‌است. فیرا نوا ۱۸۳٫۳ کیلومتر مربع مساحت و ۵٬۶۰۱ نفر جمعیت دارد.